# Юнтиряк
Юнтиряк (баш. Йөнтирәк) — деревня в Дюртюлинском районе Республики Башкортостан Российской Федерации. Входит в состав Такарликовского сельсовета. 
Географическая метка в картах-Яндекс:
https://yandex.ru/maps/?clid=2...01145&z=17

## География

### Географическое положение
Расстояние до:
- районного центра (Дюртюли): 10 км,
- центра сельсовета (Иванаево): 7 км,
- ближайшей ж/д станции (Буздяк): 130 км.

## История
В «Списке населенных мест по сведениям 1870 года», изданном в 1877 году, населённый пункт упомянут как деревня Старая Кувашева (Юнтеряк) 4-го стана Бирского уезда Уфимской губернии. Располагалась при речке Куваше, на почтовом тракте из Бирска в Мензелинск, в 56 верстах от уездного города Бирска и в 9 верстах от становой квартиры в деревне Дюртюли. В деревне, в 45 дворах жили 284 человека (155 мужчин и 129 женщин, мещеряки), были мечеть, училище. Жители занимались земледелием, скотоводством.

## Население
| 2002 | 2009 | 2010 |
| ---- | ---- | ---- |
| 92   | ↘81  | ↗90  |

Национальный состав
Согласно переписи 2002 года, преобладающие национальности — татары (66 %), башкиры (31 %).

## Религия
В деревне есть мечеть.